# Musik in Deutschland

Die Deutsche Nationalhymne (Akustikversion)

Dieser Artikel gibt einen Überblick über die Musik, die sich seit der Alten Musik im Gebiet des heutigen Deutschland (und, teilweise schwer abgrenzbar, im deutschen Sprachraum) etabliert hat, insbesondere ihre Genres und wichtigsten Vertreter. Deutschland war 2013 der drittgrößte Musikmarkt der Welt und verfügt dank seiner umfangreichen Kulturförderung über eine große Laienmusikszene mit etwa vier Millionen organisierten Teilnehmern, darunter 1,3 Millionen in Chören, eine halbe Million in Bands und 740.000 in Instrumentalensembles. 2014 übten 128.000 Erwerbstätige einen Musikberuf aus. Die deutsche Theater- und Orchesterlandschaft – eine der dichtesten der Welt mit jährlich 9000 Konzerten – ist als immaterielles Welterbe vorgeschlagen worden; zum immateriellen Kulturerbe des Landes gehört viel Musikalisches.

## Klassische Musik

### Mittelalter
Die Geschichte der Musik in Deutschland beginnt im Mittelalter.
Walther von der Vogelweide schuf im 12. und 13. Jahrhundert mehrere Lieder in deutscher Sprache. Dazu gehören: Herzeliebez vrouwelin, Ich hân mîn lêhen, Ir sult sprechen willekomen, Got gebe ir iemer guoten tac und Under der linden. Weitere deutsche Minnesänger sind Hartmann von Aue, Wolfram von Eschenbach und Ulrich von Winterstetten.
Das Glogauer Liederbuch von 1480 enthält im ersten Teil Deutsche Lieder und Spielstücke, neu gedruckt im Sammelwerk Das Erbe deutscher Musik.

### Renaissance
Ludwig Senfl schuf im 16. Jahrhundert ebenfalls mehrere Bände mit Deutschen Liedern. Weitere Meister der Renaissance sind in Deutschland Joachim a Burck, Joachim Burmeister, Wolfgang Dachstein, Ludwig Daser, Johannes Eccard, Georg Forster, Adam Gumpelzhaimer (1594: Neüe Teütsche Geistliche Lieder, nach Art der Welschen Canzonen), Hans Leo Haßler, Valentin Haussmann, Leonhard Kleber, Hans Kugelmann, Leonhard Lechner (1582: „Neue Teutsche Lieder“ zu vier bis fünf Stimmen), Conrad Paumann, Caspar Othmayr, Andreas Raselius, Konrad Rupff, Leonhart Schröter, Thomas Stoltzer, Melchior Vulpius und Johann Walter.

### Barock
Die Geschichte der europäischen klassischen Musik wird seit der Periode der Barockmusik von deutschen Komponisten geprägt. Aufgrund der zentralen Lage Deutschlands konnten hier unterschiedliche Musiktraditionen aus ganz Europa zusammenfließen. Ein Beispiel ist Heinrich Schütz. Dieser reiste 1609 und 1628 nach Italien. Bei der zweiten Reise nahm er wahrscheinlich auch Kontakt zu Claudio Monteverdi auf. In der Barockzeit erlebten die Kirchenmusik und der Orgelbau eine Blüte. Wichtige Barockkomponisten waren u. a. Heinrich Schütz, Dietrich Buxtehude, Johann Mattheson, Georg Friedrich Händel, Georg Philipp Telemann, Johann Sebastian Bach, Johann Kuhnau, Johann Pachelbel und Johann Joachim Quantz.

### Vorklassik und Klassik
Stilbildend für die Wiener Klassik waren aus Deutschland die Komponisten der Mannheimer Schule (z. B. Christian Cannabich, Carl Stamitz, Anton Stamitz und Anton Fils). Wolfgang Amadeus Mozart, der auch als österreichischer Komponist gilt, und Ludwig van Beethoven, der auch als Wegbereiter für die Epoche der Romantik gilt.

### Romantik
Beginnend zur Zeit des Vormärz wurde der begleitete Liedgesang durch Komponisten wie Robert Schumann und Felix Mendelssohn Bartholdy zu einer eigenen Kunstgattung entwickelt. Letzterer gilt auch als Mitverantwortlicher der Bach-Renaissance, zu deren wichtigsten Punkten die Wiederaufführung der Matthäuspassion BWV 244 unter Mendelssohn Bartholdys Leitung am 11. März 1829 gehört. Weitere wichtige deutsche romantische Komponisten waren Carl Maria von Weber, Max Bruch, Johannes Brahms, Richard Wagner, Hans Pfitzner, Max Reger, Engelbert Humperdinck und Richard Strauss.

### 20. Jahrhundert
Im 20. Jahrhundert erlangten u. a. die Komponisten Paul Hindemith, Carl Orff, Hanns Eisler und Werner Henze (Neue Musik) Popularität. Nach 1950, mitgeprägt durch die Darmstädter Ferienkurse, war in Westdeutschland die Entwicklung der seriellen und elektronischen Musik durch Komponisten wie Karlheinz Stockhausen bedeutend. Wichtige zeitgenössische deutsche Komponisten sind z. B. Helmut Lachenmann, Wolfgang Rihm sowie der weltweit sehr erfolgreiche Filmmusikkomponist Hans Zimmer.

### Komponistinnen
Die deutsche Musik kennt auch einige Komponistinnen. Dazu gehören u. a. Fanny Hensel, Clara Schumann, Annette von Droste-Hühlshoff, Hildegard von Bingen, Franziska Lebrun und Emilie Mayer.

### Chormusik
Die Entwicklung des Chorgesanges in Deutschland wurde durch den Zweiten Weltkrieg unterbrochen und auch in der Folgezeit stark gebremst. Erst seit den letzten Jahrzehnten des 20. Jahrhunderts findet in dieser Richtung wieder ein Aufschwung von internationaler Bedeutung statt.

## Populäre Musik

### Schlager und Volksmusik
Die Populäre Musik in Deutschland wurde über das 20. Jahrhundert hinweg von Schlager und volkstümlicher Musik mitgeprägt. Zu den Pionieren dieser Richtung werden um 1900 die Operettenhäuser im deutschen Sprachraum gezählt, etwa mit dem Berliner Komponisten Paul Lincke. Durch die Verbreitung von Tonträgern wie Schallplatten und die Aufnahme des Rundfunks kam in der Ära der „Goldenen Zwanziger“ zunehmend schlagerartige Unterhaltungsmusik auf. Bekannte Vertreter sind die Comedian Harmonists, Marlene Dietrich, Liane Haid, Erwin Hartung, Lilian Harvey, Fritzi Massary, Max Pallenberg, Paul Preil und Otto Reutter. 
Erfolgreiche Interpreten des modernen Schlager-Genres sind und waren u. a. Roy Black, Roberto Blanco, Andrea Berg, Helene Fischer, die Höhner, Wolfgang Petry, Max Raabe, Matthias Reim und Frank Zander. Im Bereich der volkstümlichen Musik sind u. a. Florian Silbereisen, Heino, Stefanie Hertel und die Wildecker Herzbuben erfolgreich, wobei die Grenzen zum Schlager und Partyschlager fließend sind.

### Rock und Metal

#### Krautrock
Der Ende der 1960er-Jahre entstehende Krautrock hatte Einfluss auf die Entstehung verschiedener Formen der Rockmusik und der elektronischen Musik. Ausschlaggebend waren die Essener Songtage 1968. Das vor allem auch aufgrund der frühen Verwendung der Synthesizer-Technik. Einflussreiche Vertreter dieser Epoche sind unter anderem Can, Faust, Neu!, Ton Steine Scherben, Amon Düül, Amon Düül II, Kraan, Guru Guru sowie Tangerine Dream und Kraftwerk in ihrer Frühphase.

#### Ostrock
Bekannte Vertreter des Ostrock sind City, Karat, Silly, Keimzeit, Karussell, electra und die Puhdys. Viele der DDR-Bands wurden wegen ihrer Freiheit und Veränderung herbeisehnenden Texte zensiert oder gar verboten, dennoch gelang ihnen dank geheimer Konzerte Ende der 1980er Jahre erfolgreich der politische Protest gegen das Regime und es kam u. a. zur Resolution von Rockmusikern und Liedermachern.

#### Punkrock
Seit der Entstehung in den 1980er-Jahren ist deutschsprachiger Punkrock verbreitet. Zu den erfolgreichsten Vertretern gehören Die Ärzte, Nina Hagen und Die Toten Hosen.

#### Mainstream Rock
International populär sind und waren z. B. die deutschen Rockbands Scorpions, Beatsteaks, The Rattles und The Lords.

#### Metal und Alternative
Die Metal-Bands Blind Guardian, Helloween und Gamma Ray sind über die deutschen Grenzen hinaus populär. Die Band Rammstein ist der bekannteste Vertreter der sogenannten Neuen Deutschen Härte, zu der auch Oomph! und Unheilig gezählt werden.
Im Bereich Alternative Rock/Crossover waren und sind bspw. die Guano Apes, H-Blockx, Liquido, Law, Die Krupps, Such a Surge und Thumb wichtige Interpreten.

#### Indierock
Populären Indie-Rock und -Pop produzieren die Sportfreunde Stiller, Tocotronic, Blumfeld, Selig, Jennifer Rostock und Kraftklub. The BossHoss sind für ihren Country-Rock bekannt.

### Elektronische Musik
Im Bereich elektronische Musik gehören die deutschen Vertreter Kraftwerk, Tangerine Dream, Karlheinz Stockhausen und Klaus Schulze zu den weltweiten Pionieren.
Mitte der 1970er Jahre schuf Giorgio Moroder von München aus mit seinem am Synthesizer komponierten Euro-Disco-Sound wegweisende Pionierstücke der elektronischen Tanzmusik. Insbesondere der von Moroder für Donna Summer im Jahr 1976 produzierte Track I Feel Love, welcher erstmals repetitive Synthesizer-Loops mit einem durchgängigen Four-On-The-Floor-Rhythmus verband, gilt als Meilenstein der elektronischen Tanzmusik und als bedeutender Vorläufer der und Techno- und House-Musik.
In verschiedenen Sparten der elektronischen Tanzmusik wie Techno, House, Electro oder auch im EDM-Bereich spielen zahlreiche deutsche Produzenten und DJs eine Rolle, wie beispielsweise Sven Väth, DJ Hell, Chris Liebing, Anthony Rother, Mousse T., Paul van Dyk, Scooter, Robin Schulz, 2raumwohnung, Zedd, Tomcraft, Moguai, Snap!, The Disco Boys, Lexy & K-Paul, Boys Noize, Kai Tracid, Tiefschwarz, Sono, Northern Lite, Blank & Jones und Paul Kalkbrenner.

### Pop

#### Neue Deutsche Welle
Die als „Neue Deutsche Welle“ bezeichnete Etablierung einer eigenständigen, auch international erfolgreichen deutschen Pop- und Rockmusik fand Anfang der 1980er-Jahre durch Interpreten wie Nena, Hubert Kah und Peter Schilling ihren kommerziellen Höhepunkt. Weitere erfolgreiche Interpreten dieser Zeit sind Trio, Extrabreit, Joachim Witt, DAF, Ideal, Münchener Freiheit und die Spider Murphy Gang.

#### Internationale Pop-Produktionen
Deutsche Produzenten prägen seit Jahrzehnten den globalen Musikmarkt. International erfolgreich waren von den 1970er bis in die 1990er Jahre die Produktionen von Frank Farian, u. a. mit Boney M. Von 1985 bis zur Auflösung 2003 waren die Stücke von Dieter Bohlen mit Modern Talking ein Erfolgsgarant, daneben auch seine anderen Produktionen, u. a. für die Castingshow DSDS. Alex Christensen ist ein weiterer erfolgreicher Produzent im Popbereich. Die Synthpopgruppe Alphaville ist seit 1983 weltweit erfolgreich.
Die 1990er und frühen 2000er Jahre waren geprägt von Pop und Eurodance, die durch deutsche Musikprojekte beeinflusst wurden, z. B. Jasmin Wagner („Blümchen“), Culture Beat, U96, Captain Jack, Lou Bega, Dune, ATC, E-Rotic, Fun Factory und Mr. President. In den 2000er Jahren feierten zudem u. a. die Castingbands No Angels, Bro’Sis und Monrose, die Sängerin Sarah Connor, der Pop-Violinist David Garrett und die vor allem bei weiblichen Teenagern beliebte Band Tokio Hotel weltweite Erfolge. Die englischsprachige Band Reamonn war bis zu ihrer Auflösung 2010 europaweit populär.

#### Pop(rock) der Gegenwart
Zu den bekanntesten deutschsprachigen Pop- und Poprockmusikern der Gegenwart gehören zum Beispiel Udo Lindenberg, Peter Maffay und Herbert Grönemeyer. 2010 gewann Lena für Deutschland den Eurovision Song Contest.

### R&B und Soul
Seit 1995 ist der Sänger Xavier Naidoo einer der bekanntesten deutschsprachigen Interpreten des R&B und Soul, anfangs mit seiner Band Söhne Mannheims. Daneben zählen Tim Bendzko, Cassandra Steen (Glashaus), Max Herre, Joy Denalane, Andreas Bourani, Moses Pelham, Sabrina Setlur, Ayman, Edo Zanki, Max Mutzke und auch Jan Delay zu den populären Künstlern dieser Musikrichtungen.

### Hip-Hop
Die 1989 gegründete Band Die Fantastischen Vier bereitete 1992 mit ihrem Titel Die da!? den Weg für populären Deutschrap. Neben ihnen konnte vor allem die Band Fettes Brot seit 1995 große Erfolge feiern. Weitere kommerziell erfolgreiche deutschsprachige Hip-Hop-Künstler sind und waren u. a. Marteria, Dendemann, Samy Deluxe, Beginner (Jan Delay, Dennis Lisk), Bushido, Fler, Fünf Sterne deluxe (u. a. Das Bo), Blumentopf, K.I.Z, Die Atzen, Kool Savas, Creutzfeld & Jakob, Miss Platnum, Haftbefehl, Casper, Cro, Sido, Kollegah, Shindy und Deichkind.

### Reggae und Dancehall
Erste Reggae-Experimente gab es in Deutschland bereits Ende der 1970er Jahre von Spliff, kommerziell erfolgreich wurde in den 80ern Hans Söllner.
Im Bereich Reggae und Dancehall sind heute u. a. die Gruppe Seeed und deren Sänger Peter Fox, Boundzound und Dellé, der Musiker Gentleman, Mellow Mark, sowie die Gruppe Culcha Candela erfolgreich.

## Festivals
Bis 2010 war die Loveparade eine der weltweit größten Musikveranstaltungen. Deutsche Musikfestivals von überragender Bedeutung sind heute Rock am Ring und Rock im Park, das Wacken Open Air, die Berlin Music Week, Hurricane Festival, Southside, Fusion Festival, SonneMondSterne, Deichbrand, Melt!, Parookaville, Immergut Festival, Schlossgrabenfest, Summerjam, Nature One, Mayday, Airbeat One, With Full Force und das Wave-Gotik-Treffen.
Hinzu kommen viele kleinere Festivals, die bestimmte Musikstile, Regionen oder Themen bedienen, z. B. Holi- und Spring-Break-Festivals. Ein Festival-Guide im Internet zeigt für die Saison 2011 über 350 Festivals in Deutschland an.

## Preise, Wettbewerbe und Sendungen

### Preise
Der wichtigste Musikpreis im deutschsprachigen Raum war der Echo. Bis 2011 wurde der Comet durch VIVA verliehen. Die EMAs von MTV sind europaweit bedeutsam und beinhalten jeweils Kategorien für deutsche Künstler. Daneben sind die Gold- und Platin-Schallplatten für Single- und Albenverkäufe angesehene Auszeichnungen für erfolgreiche Musiker.
Zudem gibt es in Deutschland spezifische Preise z. B. für Newcomer (New Music Award), elektronische Musik, Jazzmusik (Albert-Mangelsdorff-Preis, Neuer Deutscher Jazzpreis) und für Nachwuchsmusiker der Musikhochschulen (Felix-Mendelssohn-Bartholdy-Preis). In vielen Städten und Regionen werden auch eigene Musikpreise vergeben, etwa in Hamburg der HANS, in Bayern der Kunstförderpreis und in Berlin der Kunstpreis Berlin.

### Musikwettbewerbe
Deutschland konnte beim europäischen Musikwettbewerb, dem Eurovision Song Contest, zweimal den ersten Platz belegen – 1982 (mit Nicole) und 2010 (mit Lena).
Als Möglichkeit zum Musikerwettkampf innerhalb Deutschlands hat sich seit 2005 der von Stefan Raab initiierte Bundesvision Song Contest etabliert.

### Musiksendungen
Musikfernsehen ist in verschiedener Form in Deutschland etabliert. Es gibt sowohl eigene Spartensender als auch einzelne teils mehrstündige Sendungen auf Sendern wie Einsfestival, ZDFneo und ZDFkultur. Durch die Verbreitung von Online-Kanälen wie YouTube und MyVideo und Musikstreamingdiensten wie Spotify und Soundcloud ist das klassische Musikfernsehen weitgehend durch individuelle und dynamische Inhalte abgelöst worden. Für redaktionell gepflegte Inhalte und Themensendungen bleibt es dennoch ein wichtiger Bestandteil der Medienlandschaft.
Musikfernsehsender in Deutschland sind oder waren z. B.:
- Deluxe Music
- Deutsches Musik Fernsehen
- Flux TV
- MTV mit VH1 (bezahlpflichtig)
- tape.tv (online)
- VIVA

Zu den bekannten Sendeformaten gehören:
- EinsPlus Charts (EinsPlus)
- Die Hit-Giganten (SAT.1)
- Konspirative Küchenkonzerte (ZDFkultur)
- MTV <3 (MTV)
- MTV Top 100 (MTV)
- MTV Unplugged (MTV)
- Neu (VIVA)
- Startrampe (BR3)
- Die ultimative Chartshow (RTL)
- ZDF in concert (ZDF)

Daneben sind Auftritte von Musikern bei vielen verschiedenen Sendungsformaten ein fester bzw. immer wiederkehrender Bestandteil. Dies ist insbesondere bei Late-Night-Shows der Fall, z. B. bei Inas Nacht, Zimmer frei!, Krömer – Late Night Show und Neo Magazin Royale, aber auch in Morningshows, wie das ARD/ZDF Morgenmagazin.

#### Castingshows
Seit der Erstausstrahlung von Popstars im Jahr 2000 sind Castingshows ein kontrovers diskutiertes Mittel der Talentfindung der deutschen Musikindustrie. Aufwändig produzierte Castingsendungen der letzten Jahre mit Darstellungsmöglichkeiten für Musiker sind und waren z. B. The Voice of Germany (The Voice Kids), Deutschland sucht den Superstar, Das Supertalent, SSDSGPS, Star Search, Keep Your Light Shining, Rising Star und X Factor.
Durch diese Sendungen hervorgebrachte Gewinner konnten in Deutschland bislang selten größere Erfolge verbuchen, meist blieb es bei nur einem Hitlistenerfolg. Viele der Teilnehmer erreichten auch gar keine Verkaufserfolge und klagten in späteren Interviews über die stark einschränkenden Vertragsbedingungen bei den involvierten Plattenfirmen bzw. Managern.

## Tanz
Tanz ist sowohl sportlich als auch zu gesellschaftlichen Anlässen in Deutschland populär, darunter vor allem Gesellschaftstänze wie der Discofox und Modetänze. Historische Tänze und Volkstänze umfassen Stile wie den Schwerttanz, Galopp, Reigen, Bayrisch-Polka, niederdeutsche Volkstänze, Deutschen Tanz, Kreuzpolka, Rheinländer und Gardetanz. Aus süddeutschen Tanzvarianten wie Ländler und Schuhplattler entwickelte sich der bis heute moderne Walzer.